# Pretendientes al trono español
Se conocen como pretendientes al trono español al conjunto de personas, en su mayoría miembros de la nobleza, o bien destacados descendientes fuera de matrimonio de algunos de los reyes que han ostentado la Corona de España o la anterior de Castilla.

## SigloXVII
- La Conspiración contra Felipe IV, movimiento encabezado por el IX Duque de Medina Sidonia en Andalucía en 1641 con el objetivo de mantener sus intereses comerciales privados en Andalucía, las Indias y Europa, y probablemente con ello proclamarse rey, de haberse llevado a cabo como se pretendía, hubiera supuesto la independencia de Andalucía y una guerra civil que hubiera acabado con los Austrias en España.[1] Véase Conspiración del duque de Medina Sidonia. El IX Duque de Medina Sidonia, Gaspar de Guzmán y Sandoval, fue hermano de la reina de Portugal y era sobrino del Conde-Duque de Olivares. La trama fue descubierta y el Duque de Medina Sidonia fue encarcelado y desterrado de Andalucía hasta su muerte.

## SigloXIX
- El Carlismo, véase Carlismo, movimiento de carácter tradicionalista, cuya finalidad es la vuelta a la monarquía del Antiguo Régimen. Contrario al liberalismo y la secularización que para los carlistas representaban Isabel II y sus descendientes frente al infante Carlos: Carlos María Isidro de Borbón, hermano de Fernando VII.

Desde 1833 hasta la actualidad reclaman derecho al trono como reyes de España, teniendo durante el siglo XIX y parte del XX numerosos partidarios en Navarra, País Vasco y La Rioja principalmente y algunas zonas de Cataluña y Andalucía en menor medida.
Pretendientes al trono de la línea carlista:
- Carlos María Isidro de Borbón y Borbón-Parma "Don Carlos" (hermano de Fernando VII) (1788-1855), como Carlos V de España.
- Carlos Luis de Borbón y Braganza (hijo de "Don Carlos") (1818-1861), como Carlos VI de España. Sin descendencia.
- Juan Carlos María Isidro de Borbón y Braganza (hijo de "Don Carlos) (1822-1887), como Juan III de España.
- Carlos de Borbón y Austria-Este (hijo de Juan III) (1848-1909), como Carlos VII de España.
- Jaime de Borbón y Borbón-Parma (hijo de Carlos VII) (1870-1931), como Jaime I de España. Sin descendencia.
- Alfonso Carlos de Borbón y Austria-Este (hijo de Juan III y hermano de Carlos VII) (1849-1936), como Alfonso Carlos I de España.

Desde la muerte de Alfonso Carlos I el carlismo se haya dividido en diferentes ramas sin que haya unanimidad.

## SigloXX
- El Jaimismo, movimiento que pretende la restauración de la línea monárquica descendiente del infante Jaime de Borbón y Battenberg, como la legítima en la línea sucesoria. Fue obligado a renunciar al trono por su sordera en 1933. Sin embargo, sus partidarios mantienen que el infante en vida renegó completamente de esa renuncia y en favor de sus descendientes.[2] Esta línea cuenta con pocos partidarios, principalmente concentrados en la ciudad de Madrid.

Pretendientes al trono de la línea jaimista: 
- Jaime de Borbón y Battenberg (hijo de Alfonso XIII) (1908-1975), como Jaime I de España.
- Alfonso de Borbón y Dampierre (hijo de Jaime I) (1938-1989), Duque de Cádiz, como Alfonso XIV de España. También pretendiente al trono de Francia. [3][4]
- Luis Alfonso de Borbón (hijo de Alfonso XIV) (1974-actualidad), como Luis Alfonso I de España. También pretendiente al trono de Francia.